# Arab et Tarzan Nasser
Mohamed et Ahmed Abou Nasser, dits Arab et Tarzan Nasser, sont artistes et réalisateurs palestiniens. Jumeaux nés en 1988 dans la Bande de Gaza, ils travaillent en duo.
Ils sont surtout connus pour leurs films Gaza mon amour (2020) et Once Upon a Time in Gaza (2025).

## Biographie
Nés dans la bande de Gaza en 1988, ils étudient l'art avant de se lancer dans le cinéma, malgré l'absence de formation formelle. Ils réalisent un certain nombre de courts métrages au début de leur carrière, et leur film Condom Lead est présenté au Festival de Cannes 2013 où il devient le premier film réalisé par des Gazaouis à être accepté au festival. Ils déménagent à Amman, en Jordanie, au début de leur carrière en raison du blocus de la bande de Gaza.
Leur premier long métrage, Dégradé, est présenté en avant-première au Festival de Cannes 2015.
Gaza mon amour est présenté en première à la Mostra de Venise 2020. Il est ensuite projeté au Festival international du film de Toronto 2020, où il remporte le prix NETPAC du meilleur film asiatique du festival. Il est sélectionné comme candidat palestinien pour l'Oscar du meilleur film international lors de la 93e cérémonie, mais il n'est pas retenu parmi les nominations.
Leur troisième long métrage, Once Upon a Time in Gaza, est présenté dans le cadre de la sélection Un certain regard lors du Festival de Cannes 2025 et remporte le prix de la meilleure réalisation dans cette section parallèle,.

## Filmographie
Sauf indication contraire, les informations mentionnées dans cette section peuvent être confirmées par la base de données cinématographiques IMDb,  présente dans la section « Liens externes ».
Arab et Tarzan Nasser sont crédités sous leurs vrais noms pour leurs premiers films.
- 2013 : Condom Lead (court métrage)
- 2014 : Avec préméditation (court métrage)
- 2014 : Suspended Time 'Zaman Muaalaq' (film collectif), segment Apartment 10/14
- 2015 : Dégradé
- 2020 : Gaza mon amour
- 2025 : Once Upon a Time in Gaza

## Distinctions
- Festival de Cannes 2025 : prix Un certain regard de la meilleure réalisation pour Once Upon a Time in Gaza[8].